# Bataille de Rio de Janeiro (1711)
Pour les articles homonymes, voir Raid sur Rio de Janeiro.
Guerre de Succession d'Espagne
Batailles
Campagnes de Flandre et du Rhin
- Landau (1702)
- Friedlingen (1702)
- Kehl (1703)
- Ekeren (1703)
- Höchstädt (1703)
- Spire (1703)
- Schellenberg (Donauworth) (1704)
- Blenheim (1704)
- Landau (1704)
- Vieux-Brisach (1704)
- Eliksem (1705)
- Ramillies (1706)
- Stollhofen (1707)
- Cap Béveziers (1707)
- Cap Lizard (1707)
- Audenarde (1708)
- Wynendaele (1708)
- Lille (1708)
- Gand (1708)
- Malplaquet (1709)
- Douai (1710)
- Bouchain (1711)
- Denain (1712)
- Bouchain (1712)
- Douai (1712)
- Landau (1713)
- Fribourg (1713)

Campagnes d'Italie
- Carpi (1701)
- Chiari (1701)
- Crémone (1702)
- Luzzara (1702)
- Verceil (1704)
- Cassano (1705)
- Nice (1705-1706)
- Calcinato (1706)
- Turin (1706)
- Castiglione (1706)
- Toulon (1707)
- Gaeta (1707)
- Cesana (1708)
- Syracuse (1710)

Campagnes d'Espagne et de Portugal
- Cadix (1702)
- Vigo (navale 1702)
- Cap de la Roque (1703)
- Gibraltar (août 1704)
- Ceuta (1704) (es)
- Málaga (1704)
- Gibraltar (1704-1705)
- Marbella (1705)
- Montjuïc (1705)
- Barcelone (1705)
- Badajoz (1705)
- Barcelone (1706)
- Murcie (1706) (es)
- El Albujón (1706) (es)
- Santa Cruz de Ténérife (1706) (en)
- Almansa (1707)
- Xàtiva (1707)
- Ciudad Rodrigo (1707) (en)
- Lérida (1707)
- Tortosa (1708)
- Minorque (1708)
- Gudiña (1709)
- Almenar (1710)
- Saragosse (1710)
- Brihuega (1710)
- Villaviciosa (1710)
- Barcelone (1713-1714)

Campagnes de Hongrie
- Saint-Gotthard (1703) (en)
- Biskupice (1704) (en)
- Smolenice (1704) (en)
- Koroncó (1704) (en)
- Zsibó (1705) (en)
- Saint-Gotthard (1705) (en)
- Trenčín (1708) (en)

Antilles et Amérique du sud
- Santa Marta (1702)
- Guadeloupe (1703)
- Nassau (1703)
- Colonia del Sacramento (1704)
- Carthagène (1708)
- Rio (1710)
- Carthagène (1711)
- Rio (1711)
- Cassard (1712)

Le deuxième raid sur Rio de Janeiro ou seconde bataille de Rio de Janeiro est une tentative réussie, par une escadre française placée sous les ordres de René Duguay-Trouin, de capturer le port de Rio de Janeiro en septembre 1711, pendant la guerre de Succession d'Espagne. Les Portugais, alors maîtres de la ville, et au premier rang desquels le gouverneur de la ville et l'amiral de la flotte qui y était stationnée, se révèlent incapables d'opposer une résistance efficace et ce malgré leur supériorité numérique.
Quatre vaisseaux de ligne portugais sont perdus et la ville est contrainte de payer une forte rançon pour éviter d'être pillée et détruite.

## Le précédent de Duclerc et son échec

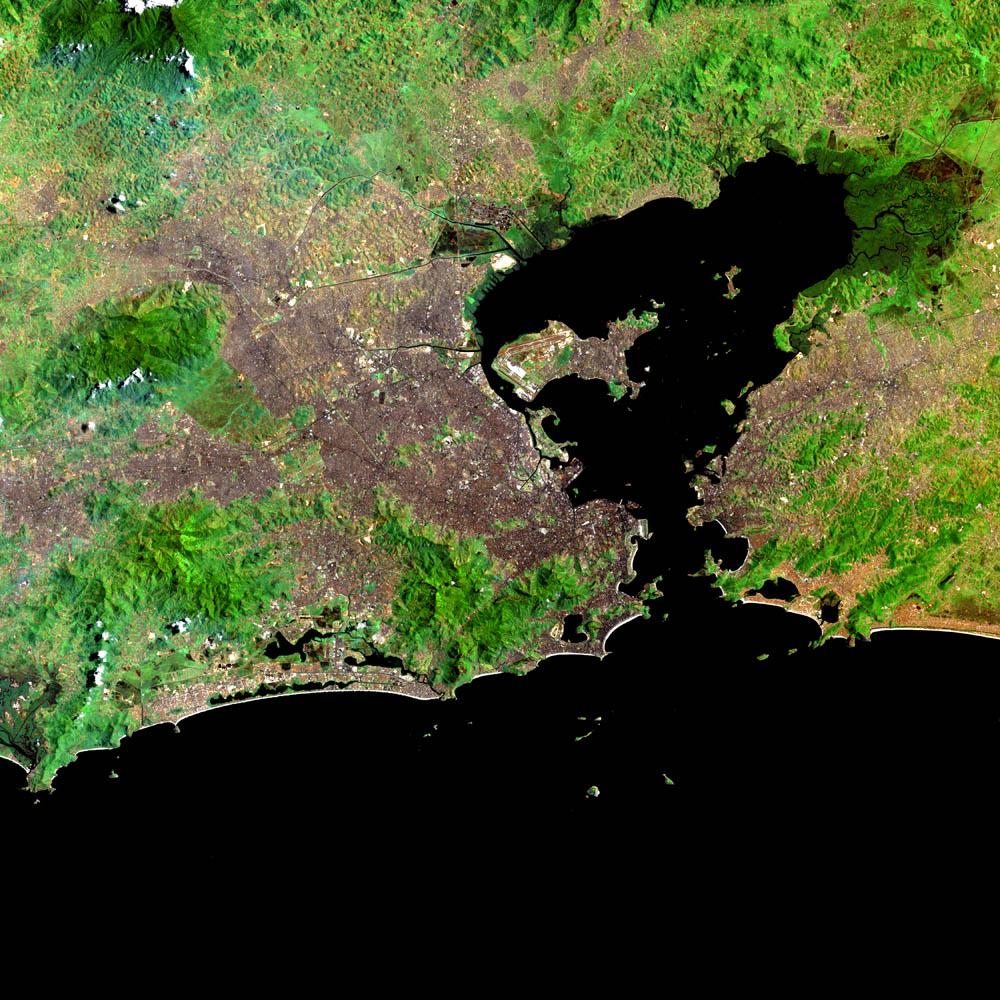
Vue satellite de la baie de Rio. L'image nous donne un bon aperçu de l'immensité de la baie et de l'étroit goulet pour y pénétrer.

Le projet d'attaque contre Rio de Janeiro mûrissait depuis 1706 : intercepter la flotte annuelle de l’or qui apporte du Brésil à Lisbonne les métaux précieux. En 1710, le capitaine Duclerc était allé attaquer le Brésil avec 5 vaisseaux et un millier de soldats, mais l’expédition avait été un échec : fait prisonnier avec plus de 600 hommes, il avait été assassiné en mars 1711 dans des circonstances obscures. Les prisonniers français étaient détenus par les Portugais dans des conditions inacceptables. Les Portugais avaient refusé tout échange de prisonniers, en dépit des clauses contenues dans le traité franco-portugais de 1707. L'opération est donc décidée avant tout pour venger cet échec, mais elle a également d'autres objectifs. Le royaume de France est alors en pleine guerre de Succession d'Espagne, et le Brésil une colonie portugaise alliée de l'Angleterre contre la France. Après la défaite à Malpaquet, l'ennemi était entré sur le sol français et le moral de la population s'en ressentait. Un succès militaire était nécessaire de toute urgence pour inverser la tendance. L'expédition française est alors également destinée à libérer ces prisonniers et à conquérir de nouveaux territoires brésiliens si possible. Enfin, Duguay-Trouin dispose d'une raison plus personnelle lorsqu'il expose son plan au roi : il est au bord de la banqueroute et a impérativement besoin de se refaire.
Louis XIV met à la disposition du Malouin une solide petite escadre de 15 navires : 7 vaisseaux de ligne, 4 frégates, 1 corvette, 2 galiotes à bombes et 1 flûte si l'on reprend l'historiographie habituelle. La lecture attentive des Mémoires donne cependant une composition un peu différente.
On comptait les vaisseaux le Lys (74 canons), le Magnanime (72 canons), le Brillant (66 canons), l’Achille (66 canons), le Glorieux (66 canons), le Fidèle (60 canons), le Mars (56 canons), les frégates l’Argonaute (46 canons), le Chancelier (40 canons), l’Aigle (40 canons), l’Amazone (36 canons), la Glorieuse (30 canons), commandée par Guillaume La Perche des Trauchandières, la Bellone (36 canons) équipée en galiote, et la Concorde (20 canons) servant surtout au stockage des réserves d'eau, soit un total de 738 canons. Duguay-Trouin signale de plus qu’il fit préparer « deux traversiers de La Rochelle, équipés en galiote, avec chacun deux mortiers » La Française et le Patient . De plus, en cours de route, le corsaire capture un petit navire britannique qu’il juge « propre à servir à la suite de l’escadre » et deux mille soldats (en plus des équipages des navires, soit 6 139 hommes). 
Le trésor royal ne pouvant financer l'expédition (le roi met cependant à la disposition de Duguay-Trouin une véritable escadre comprenant 7 vaisseaux, 4 frégates, une corvette, 2 galiotes à bombes et une flûte de transport, carénés et armés de tout le matériel, armes et munitions nécessaires, portant en tout 2 000 soldats), il fallut avoir recours à un financement privé. Duguay-Trouin constitua une société au capital de 700 000 livres dont les parts furent souscrites par de nombreux armateurs dont le comte de Toulouse, fils bâtard du roi. Au comte de Toulouse se joignent rapidement des négociants de Saint-Malo : Danycan et Lalande-Magon, monsieur de Coulange, contrôleur général de la maison du roi , monsieur François Le Fer de Beauvais (1672-1738), Pierre Le Fer de la Saudre (1673-1745), tous de Saint-Malo, ainsi que messsieurs Bellisle-Pépin, et Luc Trouin de la Barbinais, frère de Duguay-Trouin comme 7e directeur, pour 200,000 livres, non compris les salaires payables au retour. C'était donc pour moitié une opération de guerre (attaquer une colonie portugaise) et corsaire (faire du butin sur l'ennemi pour rembourser avec bénéfice les armateurs privés). Le traité, signé entre Duguay-Trouin, le ministre de la marine Pontchartrain et Louis XIV lui-même (19 mars 1711) précisait d'ailleurs que le roi devait obtenir un cinquième du produit net des prises… Privilège auquel le roi renonça peu après par égard pour son brillant capitaine. In fine, Louis XIV n’imposa qu’un commissaire de son choix pour surveiller l’expédition.

## Une préparation minutieuse
Il fallait préparer cette grosse expédition avec soin, à moins de vouloir terminer comme le capitaine Duclerc l’année précédente. Mais Duguay-Trouin était un organisateur et un meneur d’homme hors pair. « Aussitôt que cette résolution eut été prise, nous nous rendîmes à Brest, mon frère et moi. (…) Je donnais toute mon attention à faire préparer de bonne heure, avec tout le secret possible, les vivres, les munitions, tentes, outils, enfin tout l’attirail nécessaire pour camper, et pour former un siège. J’eus soin aussi de m’assurer d’un bon nombre d’officiers choisis, pour mettre à la tête des troupes, et pour bien armer tous ces vaisseaux. Les soins que nous prîmes pour accélérer toutes choses, furent si vifs et si bien ménagés, que malgré la disette où étaient les magasins du Roi, tous les vaisseaux de Brest et de Dunkerque se trouvèrent prêts à mettre à la voile dans deux mois, à compter du jour de mon arrivée à Brest ». 
Bien que le gros de l'expédition s'armât à Brest, une partie des navires étaient préparés à Rochefort, La Rochelle, Dunkerque pour tromper la vigilance des espions britanniques, nombreux des deux côtés de la Manche, et de la Royal Navy. Les capitaines choisis par Duguay-Trouin recevaient l'ordre de « s'armer à la course » pour les Caraïbes ou la mer du Nord. Finalement, l'expédition devenait aussi une opération amphibie puisqu’on prévoyait d'attaquer, débarquer, assiéger et qu'il allait falloir coordonner l’action et le feu des navires et des troupes à terre… et cela presque au bout du monde, sans plus aucun lien ni secours possible avec la métropole, dans des eaux que les Français n’avaient guère l’habitude de fréquenter.
Bien que Duguay-Trouin ait fait courir le bruit qu'il partait en campagne dans l'océan Indien, les Anglais parvinrent néanmoins à connaître l'objectif de l'expédition en cours de préparation et dépêchent des bâtiments pour aller en aviser les Portugais, aussi bien au Portugal qu'à Rio.

## Une expédition menée tambour battant
Duguay-Trouin a prévu de rassembler sa flotte à Brest où il l'attend avec dix vaisseaux armés dans cette ville mais il apprend qu'une escadre anglaise sous les ordres de John Leake est sur le point de l'intercepter. Duguay-Trouin change ses plans, prévoit de rassembler la flotte à La Rochelle et appareille de Brest le 3 juin, brûlant la politesse aux Anglais qui arrivent deux jours trop tard. La jonction est faite le 9 juin au large de La Rochelle avec les bâtiments armés dans les autres ports français.
Duguay-Trouin a confié le commandement de ses plus gros vaisseaux à messieurs de Courserac, de Goyon-Beaufort, de Beauve, Jean VI de la Jaille, sur le "Glorieux", les frégates et autres navires au chevalier Dubois de la Motte, Le Fer du Chesnay, le chevalier de Kerguelin, de Rogan, et de Pradel-Daniel, tous de Saint-Malo

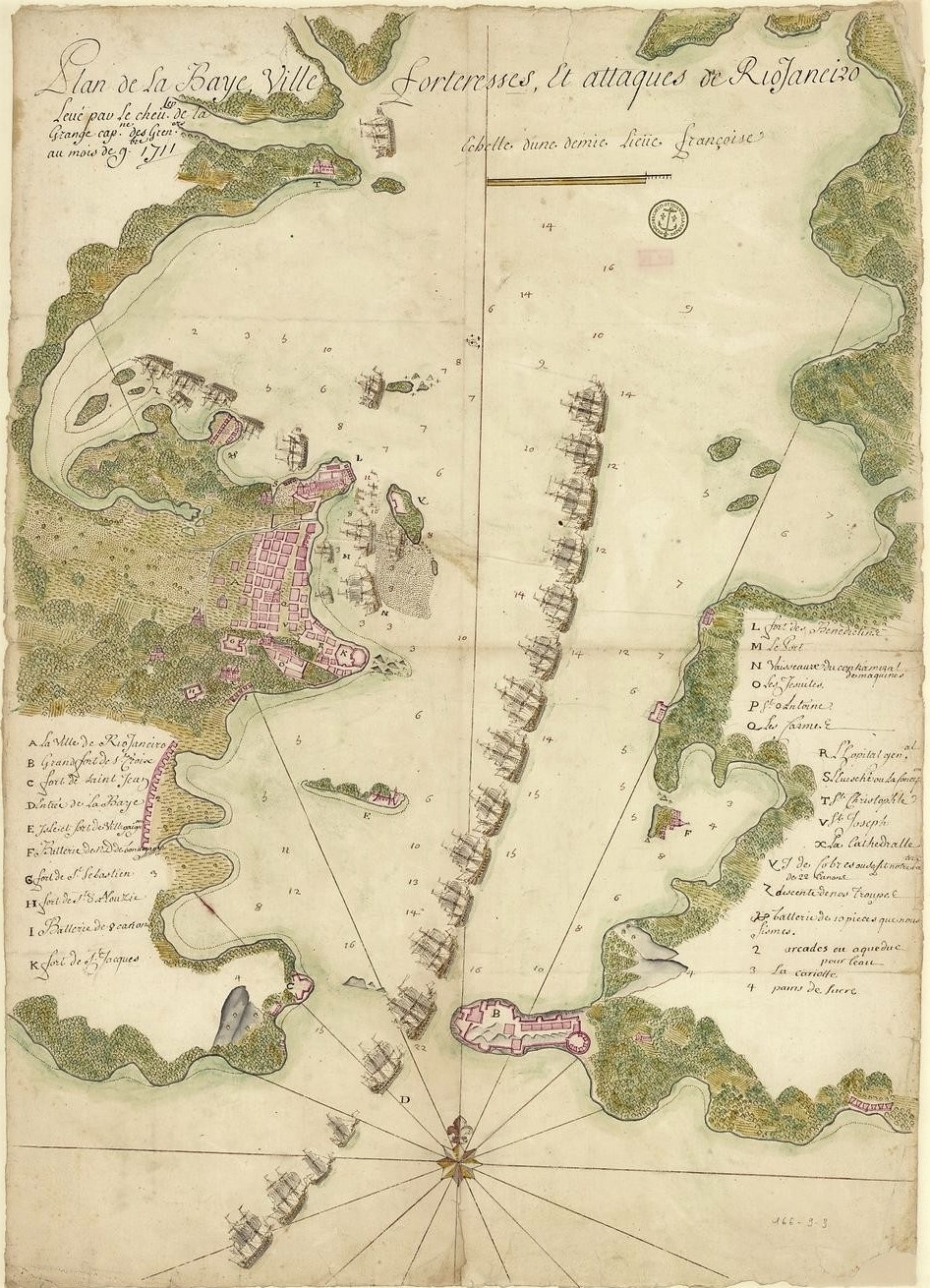
Plan de la baye, ville, forteresses, et attaques de Rio Janeiro levé par le chevalier de la Grange, capitaine des grenadiers au mois de novembre 1711

En dépit des avertissements et des manœuvres britanniques, l'arrivée de l'escadre française de 18 vaisseaux au large de la baie de Rio de Janeiro le 12 septembre prend les Portugais par surprise. Le message britannique, lorsqu'il était arrivé en août, avait conduit le gouverneur de la ville Francisco de Castro Morais (pt) à mobiliser ses miliciens et à peaufiner leur préparation, les rumeurs selon lesquelles des voiles avaient été aperçues au large de Cabo Frio au début du mois de septembre avaient conduit ce dernier à relever encore le niveau d'alerte. Cependant, le 11 septembre, le gouverneur ordonne à la milice de se disperser, alors même que Duguay-Trouin préparait son approche de la baie de Guanabara.

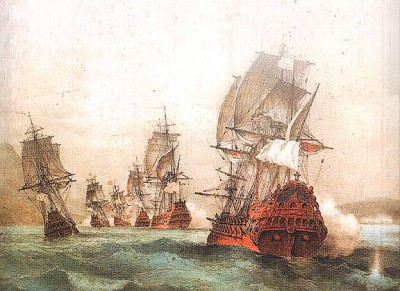
Ferdinand Perrot : La flotte de Duguay-Trouin attaquant Rio de Janeiro en 1711 (1844)

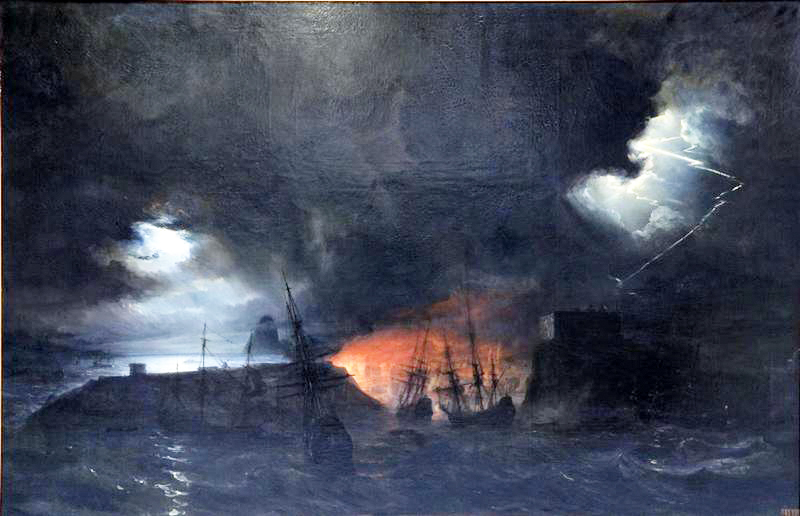
Prise de Rio de Janeiro en 1711. Huile sur toile de Théodore Gudin (1841).

L’attaque commence aussitôt : « Il était évident que le succès de cette expédition dépendait de la promptitude, et qu’il ne fallait pas donner aux ennemis le temps de se reconnaître ». La baie de Rio, fermée par un étroit goulet et de puissantes fortifications, paraissait inexpugnable.
La passe est cependant forcée et les Français aperçoivent au fond de la baie sept vaisseaux portugais à l'ancre. Le commandant de la flotte portugaise, l'amiral Gaspar da Costa, ne peut rien faire d'autre que de couper les câbles dans l'espoir que ses navires se disperseraient et seraient moins faciles à prendre. Trois vaisseaux de ligne dérivent vers le rivage et sont immédiatement incendiés par les Portugais pour éviter d'être capturés ; un quatrième est pris par les Français et également incendié. Les tirs en provenance des forts, en sous-effectifs depuis que l'ordre avait été donné aux miliciens de désarmer, infligent néanmoins des dégâts à la flotte française, 300 hommes sont tués avant que les Français ne soient hors de portée des batteries.
Après trois jours de bombardements, Duguay-Trouin débarque ses troupes dans l'immense baie, soit 3 700 hommes, soutenues par le feu de ses navires, pour attaquer la ville. Le gouverneur de Rio de Janeiro, Castro-Morais, avait fait fortifier la ville après l'attaque française de l'année précédente, mais il se révèle être un bien mauvais défenseur, certaines défenses récemment construites ne résistent pas aux bombardements. Les forts sont enlevés les uns après les autres en onze jours, après de multiples péripéties, plusieurs tentatives de « sorties » de la garnison et l'arrivée d'une troupe de secours. Les Portugais incendient en se retirant les vaisseaux et les entrepôts qu’ils ne pouvaient défendre.
Après un conseil le 21 septembre au cours duquel Moraes ordonne aux défenseurs de la ville de tenir le front, des miliciens se mettent à déserter cette nuit-là, suivis peu de temps après par les douze mille hommes de la garnison. Dans des circonstances troubles, les Français qui avaient été faits prisonniers l'année précédente parviennent à sortir de la prison dans laquelle ils étaient enfermés.

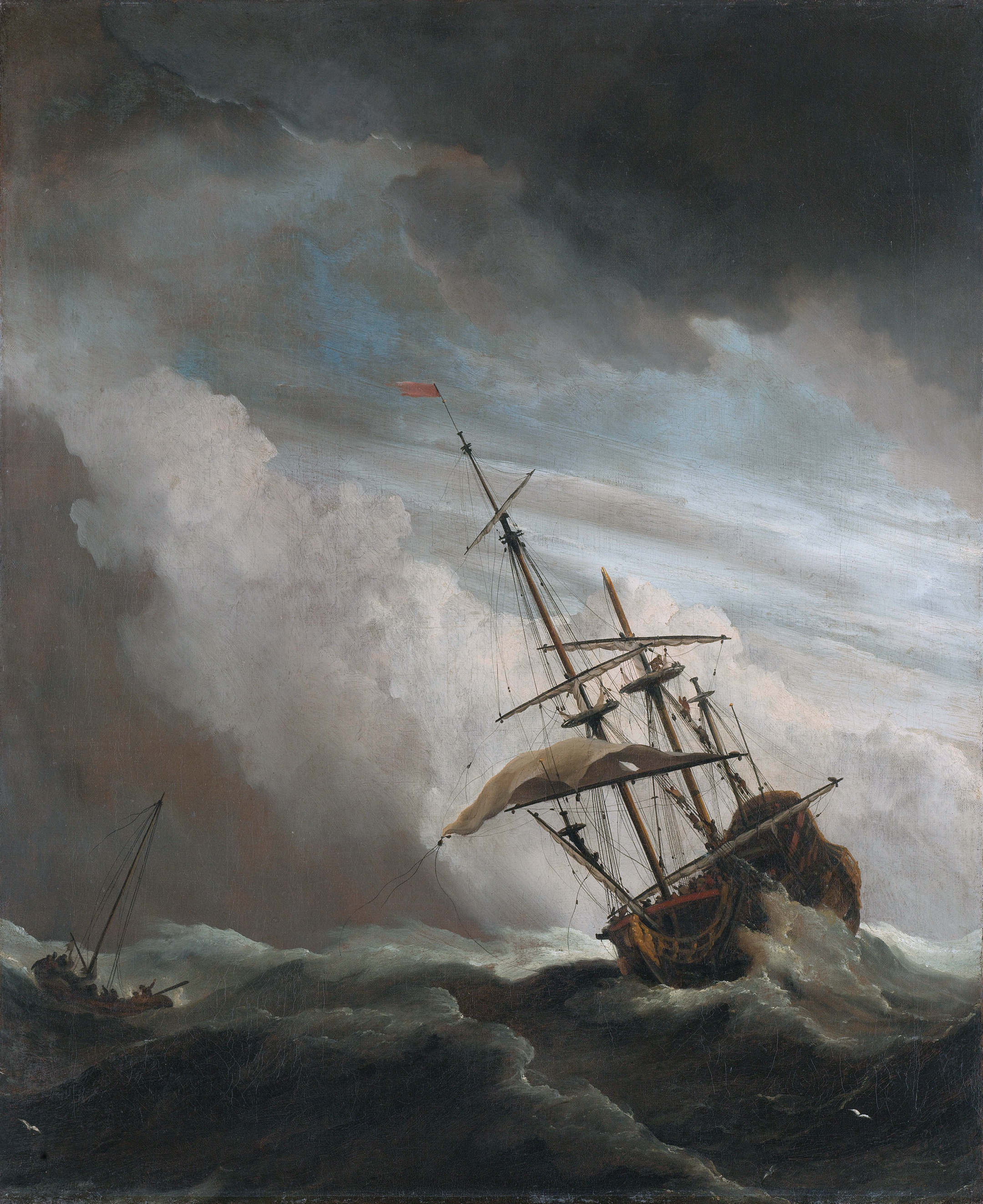
Un vaisseau dans la tempête, tel qu'a pu le vivre l'expédition de Duguay-Trouin au retour de Rio. Deux navires sombrèrent avec leurs équipages et une partie de la rançon. La rafale (1707), Van de Velde le Jeune (1633-1707).

Duguay-Trouin, qui s'apprêtait à lancer l'assaut général sur la ville, est averti de la fuite des Portugais par l'un des hommes de Duclerc. Avertis que des renforts étaient partis de São Paulo sous le commandement d'Antônio de Albuquerque (pt), les Français menacent Moraes de détruire et de piller la ville si une rançon n'était pas payée. Le gouverneur est contraint de céder.
Les habitants sont contraints de racheter leurs biens à prix d'or et une rançon considérable en argent et marchandises tropicales est versée à Duguay-Trouin alors que les cinq cents prisonniers français encore vivants de l'expédition Duclerc sont libérés. Finalement, 60 navires marchands, trois vaisseaux de guerre, deux frégates et une immense quantité de marchandises sont pris ou brûlés. La ville souffrait un dommage de plus de 25 millions de livres. Le montant de la rançon en elle-même est estimé à 4 millions de livres, elle comprenait entre autres des esclaves africains que Duguay-Trouin revendra par la suite à Cayenne.

### «92% de profit» et les félicitations du roi

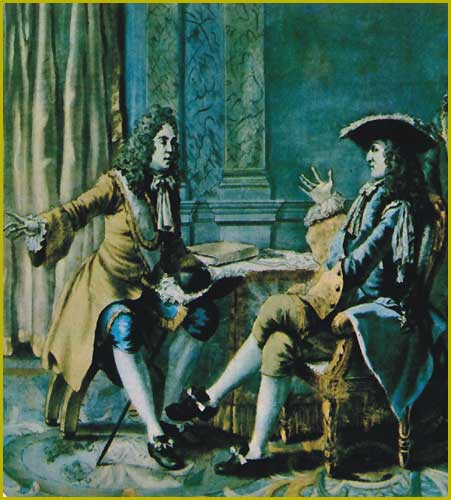
René Duguay-Trouin racontant ses exploits à Louis XIV, au retour de l'expédition de Rio. (Obra de Chasselai, date inconnue, Musée de Rio)

On restait dans une expédition corsaire et il n'était pas question de conquête permanente : l'escadre se retire donc (13 novembre) pour prendre le chemin du retour. Retour très difficile car la flotte est dispersée par une violente tempête après avoir franchi l'équateur. À l'arrivée à Brest (6 février 1712), trois navires avaient sombré, dont Le Magnanime qui ramenait une large partie du butin (avec « six cent mille livres en or et en argent »). Néanmoins, le bénéfice financier de l'opération restait considérable : il rapportait à Brest plus de 1,3 tonne d’or, sans compter les 1 600 000 livres de la cargaison de deux navires revenus bien plus tard après un immense détour par la « mer du sud ». D’après Duguay-Trouin : « quatre-vingt-douze pour cent de profit à ceux qui s'y étaient intéressés. » Pontchartrain félicitait Duguay-Trouin : « Je me réjouis pour vous et pour la marine à qui cette entreprise fit beaucoup d’honneur ». Le bénéfice politique était pour le roi, auquel la nouvelle du succès de l’expédition fait « un sensible plaisir ».
Le retentissement de l'expédition est considérable en Europe, tout particulièrement chez les nations maritimes en guerre contre la France. Les Anglais en premier lieu (et qui venaient de plus d'essuyer un désastre complet dans une tentative de débarquement sur Québec), sans parler des Portugais dont la plus belle ville coloniale avait été mise à sac malgré l'alliance anglaise. Même si les historiens en discutent encore, cette réussite a sans doute poussé les Anglais à signer la suspension d’armes du 17 juillet 1712. Duguay-Trouin est acclamé en héros : cette expédition victorieuse faisait beaucoup pour le moral français très malmené jusque-là par les épreuves de la guerre de Succession d'Espagne (elle s'acheva en 1713). Louis XIV félicite en personne son marin couvert de gloire : « Le roi, se plut à me témoigner une grande satisfaction de ma conduite et beaucoup de disposition à m’en procurer la récompense ; il eut la bonté de me gratifier d’une pension de deux mille livres (…) en attendant ma promotion de chef d’escadre. »
L'expédition est donc un succès militaire pour la France et se révèle être un excellent investissement pour ceux qui avaient accepté de la financer. La Marine française quant à elle prouve par cette expédition qu'elle était toujours capable de porter le danger, y compris loin de ses côtes. Ce raid ternit les relations franco-portugaises pendant plusieurs années.

### Sources et bibliographie
- (en) Cet article est partiellement ou en totalité issu de l’article de Wikipédia en anglais intitulé « Battle of Rio de Janeiro (1711) » (voir la liste des auteurs).
- (en) Charles Ralph Boxer, The golden age of Brazil, 1695-1750 : growing pains of a colonial society, University of California Press, 1er janvier 1962, 443 p. (ISBN 978-0-520-01550-0, présentation en ligne)
- Nicolas Siméon (préf. Georges Pernoud), Corsaire du Roi : René Duguay-Trouin 1673-1736, Édition de Conti, 2007, 96 p. (ISBN 978-2-35103-006-6, OCLC 159954480)
- Jean Meyer et Martine Acerra, Histoire de la marine française : des origines à nos jours, Rennes, Ouest-France, 1994, 427 p. [détail de l’édition] (ISBN 2-7373-1129-2, BNF 35734655)
- Rémi Monaque, Une histoire de la marine de guerre française, Paris, éditions Perrin, 2016, 526 p. (ISBN 978-2-262-03715-4)
- Étienne Taillemite, Dictionnaire des marins français, Paris, Tallandier, coll. « Dictionnaires », octobre 2002, 537 p. [détail de l’édition] (ISBN 978-2847340082)
- Michel Vergé-Franceschi (dir.), Dictionnaire d'Histoire maritime, éditions Robert Laffont, coll. « Bouquins », 2002
- Guy Le Moing, Les 600 plus grandes batailles navales de l'Histoire, Rennes, Marines Éditions, mai 2011, 620 p. (ISBN 978-2-35743-077-8)
- Garnier Jacques (dir.), Dictionnaire Perrin des guerres et des batailles de l'histoire de France, Paris, éditions Perrin, 2004, 906 p. (ISBN 2-262-00829-9)
- Lucien Bély (dir.), Dictionnaire Louis XIV, Paris, éditions Robert Laffont, coll. « Bouquins », 2015, 1405 p. (ISBN 978-2-221-12482-6)
- René Duguay-Trouin, Relation de l'expédition de Rio-Janeiro, par une escadre de vaisseaux du Roy que commandoit Mr. Du Guay-Troüin, en 1711, Paris, Pierre Cot, 1712, 83 p. (lire en ligne)
- Onésime Troude, Batailles navales de la France, t. 1, Paris, Challamel aîné, 1867-1868, 453 p. (lire en ligne)
- Charles La Roncière, Histoire de la Marine française : Le crépuscule du Grand règne, l’apogée de la Guerre de Course, t. 6, Paris, Plon, 1932, 674 p. (lire en ligne)